# Dysphania fruhstorferi
Dysphania fruhstorferi là một loài bướm đêm trong họ Geometridae.